# Natsuko Tora
Natsuko Tora (刀羅 ナツコ Tora Natsuko, nacida el 30 de enero de 1991) es una luchadora profesional japonesa, quien actualmente está trabajando con World Wonder Ring Stardom desde su debut en 2016.
Entre sus logros, Tora ha sido una vez Campeona de las Diosas de Stardom con Jungle Kyona (en una ocasión) y dos veces Campeonato Artístico de Stardom con Jungle Kyona & Kaori Yoneyama (en una ocasión) y Bea Priestley & Saki Kashima (en una ocasión).

## Carrera

### World Wonder Ring Stardom (2016-presente)
El 30 de octubre de 2016, Tora hizo su debut en la lucha libre profesional donde se asoció con Arisu Nanase cuando los dos se enfrentaron a Azumi y Kaori Yoneyama siendo derrotada.  En 2017, Tora se unió al "Team Jungle", un grupo que involucraba a gente como Hiroyo Matsumoto, Jungle Kyona y Yoneyama. El grupo se llamó más tarde "J.A.N.", un acrónimo de Jungle Assault Nation. El 21 de mayo de 2017, Tora recibió su primer combate por el título en el que se unió a Kyona y Mayu Iwatani mientras desafiaban a Hiromi Mimura, Kairi Hojo y Konami por el Campeonato Artístico de Stardom, pero no tuvieron éxito.
El 27 de mayo de 2018, Tora, junto a Kyona y Yoneyama, derrotaron a Oedo Tai (Hana Kimura, Hazuki & Kagetsu) para ganar el vacante Campeonato Artístico de Stardom. El trío mantuvo el título hasta el 30 de septiembre, cuando perdieron el título ante STARS (Iwatani, Saki Kashima & Tam Nakano) durante el espectáculo de la tarde. En el programa nocturno del mismo día, Tora, junto con Kyona, derrotaron a Iwatani y Kashima para ganar el Campeonato de las Diosas de Stardom. Kyona y Tora mantuvieron el título hasta el 23 de noviembre, cuando perdieron el título ante Queen's Quest (Momo Watanabe y Utami Hayashishita). El 16 de diciembre, Tora desafió a Watanabe por el Campeonato Maravilla de Stardom durante el evento principal del sexto día del show Goddesses of Stars, pero no tuvo éxito.
El 14 de abril de 2019, durante el segundo draft anual, Tora fue reclutado para Oedo Tai después de que Kyona perdiera un combate a cinco, lo que provocó que J.A.N. se disolvería. Con la llegada de Tora a Oedo Tai, Tora abrazó su lado heel. Tora se convirtió en el líder de Oedo Tai y después de que su exlíder Kagetsu se retiraba. El 24 de marzo de 2020, Tora compitió en el Cinderella Tournament y logró avanzar a la final donde fue derrotada por Giulia. El 3 de octubre, Tora, junto con Kashima, se enfrentó al Tokyo Cyber Squad (Konami y Kyona) como representantes de Oedo Tai en un combate sin descalificación, ya que el equipo perdedor debe disolver su grupo. Kashima y Tora ganaron, lo que obligó al Tokyo Cyber Squad a disolverse cuando Konami se volvió contra Kyona para unirse a Oedo Tai.

## Campeonatos y logros
- World Wonder Ring Stardom
  - World of Stardom Championship (1 vez)
  - Goddess of Stardom Championship (1 vez) – con Jungle Kyona
  - Artist of Stardom Championship (2 veces) – con Jungle Kyona & Kaori Yoneyama (1) y Bea Priestley & Saki Kashima (1)